# 国 (姓)
国（こく、くに）は、姓の一つ。

## 中国の姓
2020年の中華人民共和国の統計では人数順の上位100姓に入っておらず、台湾の2018年の統計では442番目に多い姓で、205人がいる。
中国の国氏は複数の起源を持つとされる。
- 姜姓を出自とする系統である。春秋時代、斉国の上卿に国氏があり、これは周の天子により任命された輔政の正卿で、斉国の公族の一員であったと伝えられる。田氏による斉国の簒奪の後、国氏の一族は莒国に逃れ、その後、氏として定着したとされる。
- 姫姓を出自とする系統である。春秋時代、鄭国の公族である公子発（字は子国）の子孫が、祖先の字に由来して「国」を氏とした例が知られている。
- 百済を起源とする系統である。百済は高句麗の王子温祚により西漢末期に建国された国家であり、国氏はその八姓貴族の一つに数えられる。『三国史記』によれば、百済滅亡後、その王族や貴族の一部は唐・新羅の連合軍により洛陽へ連行され、のちに中原に定住した。その過程で漢化が進み、今日の「国」姓の一支流、いわゆる「河洛国氏」が形成されたとされる。

### 著名な人物
- 子産 - 姓は姫、氏は国。中国史上初の成文法を定めたとされる政治家。
- 国淵 - 後漢末期の政治家。

## 朝鮮の姓
国（こく、朝: 국、クㇰ、クク）は、朝鮮人の姓の一つである。

### 著名な人物
- 国智牟 - 百済の武王の時、大臣を歴任し、隋への使節を務めた（『三国史記』）。
- 国鉉 - 高麗の太祖の時、員外郎の位を務めた。

### 氏族
百済の大姓八族：사(沙)（サ）・연(燕)（ヨン）・협(刕)（ヒョプ）・해(解)（ヘ）・진(眞)（チン）・국(國)（クク）・목(木)（モク）・백(苩)（ペク）の一つ。
| 氏族（地域） | 創始者 | 人口    | 世帯数  | 割合 (%) （2000年） |
| ------------ | ------ | ------- | ------- | ------------------- |
| 豊川国氏     |        | 59人    | 14世帯  | 2.7％               |
| 玄風国氏     |        | 94人    | 23世帯  | 4.31％              |
| 英陽国氏     |        | 76人    | 25世帯  | 3.48％              |
| 金城国氏     |        | 317人   | 85世帯  | 14.53％             |
| 大明国氏     |        | 1,175人 | 368世帯 | 53.85％             |

一方、2015年の調査では潭陽国氏が23人いる。残りの14人の本貫は不明。

### 人口と割合
| 年度   | 人口             | 世帯数  | 順位         | 割合       |
| ------ | ---------------- | ------- | ------------ | ---------- |
| 1930年 | （世帯のみ調査） | 9世帯   | 250姓中198位 |            |
| 1960年 | 178人            | －      | 258姓中178位 |            |
| 1985年 | 978人            | 210世帯 | 258姓中159位 |            |
| 2000年 | 2,182人          | 669世帯 | 286姓中154位 | 0.004745％ |
| 2015年 | 37人             |         |              |            |

## 日本の姓
日本における氏族の一つで、一系は日本本土系氏族、もう一系は渡来系氏族として知られる。
「国（くに）」氏は、天平20年（748年）の『写書所解』において、右京六条三坊の戸主として国百島の名が見える。
一方、「国（こく）」氏は、上記の百済の八姓の一つ「国」に由来するとされ、『日本書紀』や『北史』『太平御覧』などにその名が見える。『日本書紀』欽明天皇紀には「徳率（とくそつ；百済の四品官）国雖多（こくすゐた）」の名が記されており、また宝亀五年（774年）十月条には、「散位従四下国中連公麻呂卒す。本是れ百済国の人也」とあり、彼の祖父・国骨富（くにのこつふ）は天智天皇二年（663年）に百済の滅亡とともに日本に帰化したとされる。公麻呂は奈良の東大寺大仏（盧舎那仏）鋳造の功により、四位の位と「造東大寺次官」を賜ったと伝わる。氏の由来となった大和国葛下郡国中村は、百済系渡来人の集住地であった。のちに「国氏」は、日本の氏族制度に従って、国井（こくい）、国枝（こくえ）、国保（こくぼ）、小倉（こぐら）、小久保（こくぼ）などの複姓に分化したとされる。もとの「国」氏を保つ人もいるとされる。
国姓は奄美群島においても一字姓として存在しており、鹿児島県奄美市、大島郡宇検村湯湾、大島郡瀬戸内町を中心に分布が見られる。（奄美群島の名字を参照）また、奄美ではこの「国」姓に由来すると思われる改姓例も複数存在する。たとえば、一字姓の「邦（くに）」のほか、「九二（くに）」「佳久（かく）」などは、いずれも「国」姓からの改姓と伝えられる。さらに、「国沢」「国副」「国田」「国馬」「国元」「国本」「国山」などは、「国」にそれぞれ漢字を加えた複姓であり、1953年の日本本土復帰に伴う戸籍整備の過程で成立したと推定されている。
沖縄においては、「国頭（くにがみ、琉：くんじゃん）」、「国場（こくば、琉：くくば）」、「国吉（くによし、琉：くにし）」のように「国」の字を含む苗字が多く見られる。また、明治初期の琉球処分に反対し清国に亡命した脱清人の中には、中国大陸や海外に定住する過程で自らの由緒を簡略化し、姓を「国」に改めた例があったとされる。越来家もその一例とされ、海外に定住する中で、「越来（ぐぃーく）」の音に近い閩東語（福州語）や広東語の発音に合わせて、「国（くをく）」の字を姓に用いるようになったと伝えられている。

### 著名な人物
- 国景子 - 日本の女優。
- 國雄行 - 日本の歴史学者。
- 国浩実 - 宝塚歌劇団47期生
- 国さゆり - 宝塚歌劇団49期生